# 语法单位
语法单位，是语法分析中描述任意音义结合体规模大小的单位，每一级语法单位在语法分析上的表现都有所不同。

## 分类
常见的语法单位包含了词法单位和句法单位，包括：
- 语素（形态素，morpheme）：最小的音义结合体。有些可独立成词，其余则可依附其它语素或词。
- 词（字、单词、单字，word）：可独立运用的最小音义结合体。有些可独立成短语，进而成句，其余则可与其它词组成短语。
- 短语（词组、片语，phrase）：短语是词的聚合，语义和语法上都合法，但不具备语调。
- 子句（小句、从句、分句，clause）：子句是具有语调，能表达一个相对完整命题的最小语法单位。子句常被看作是句子的组成部分。[6]
- 句子（sentence）：句子与子句类似，但句子既可以是一个单句，也可以是复句，即包含多个语义相关但互不作句法成分的子句。[3]句子能描述具有较为完整的命题和事件，以句号区隔。相对于子句，句子是一个较为宽松的概念，有时候也被视为语篇概念而非语法概念。[7]